# Luigi Manzotti
Luigi Manzotti (Milano, 2 febbraio 1835 – Milano, 15 marzo 1905) è stato un coreografo e mimo italiano.

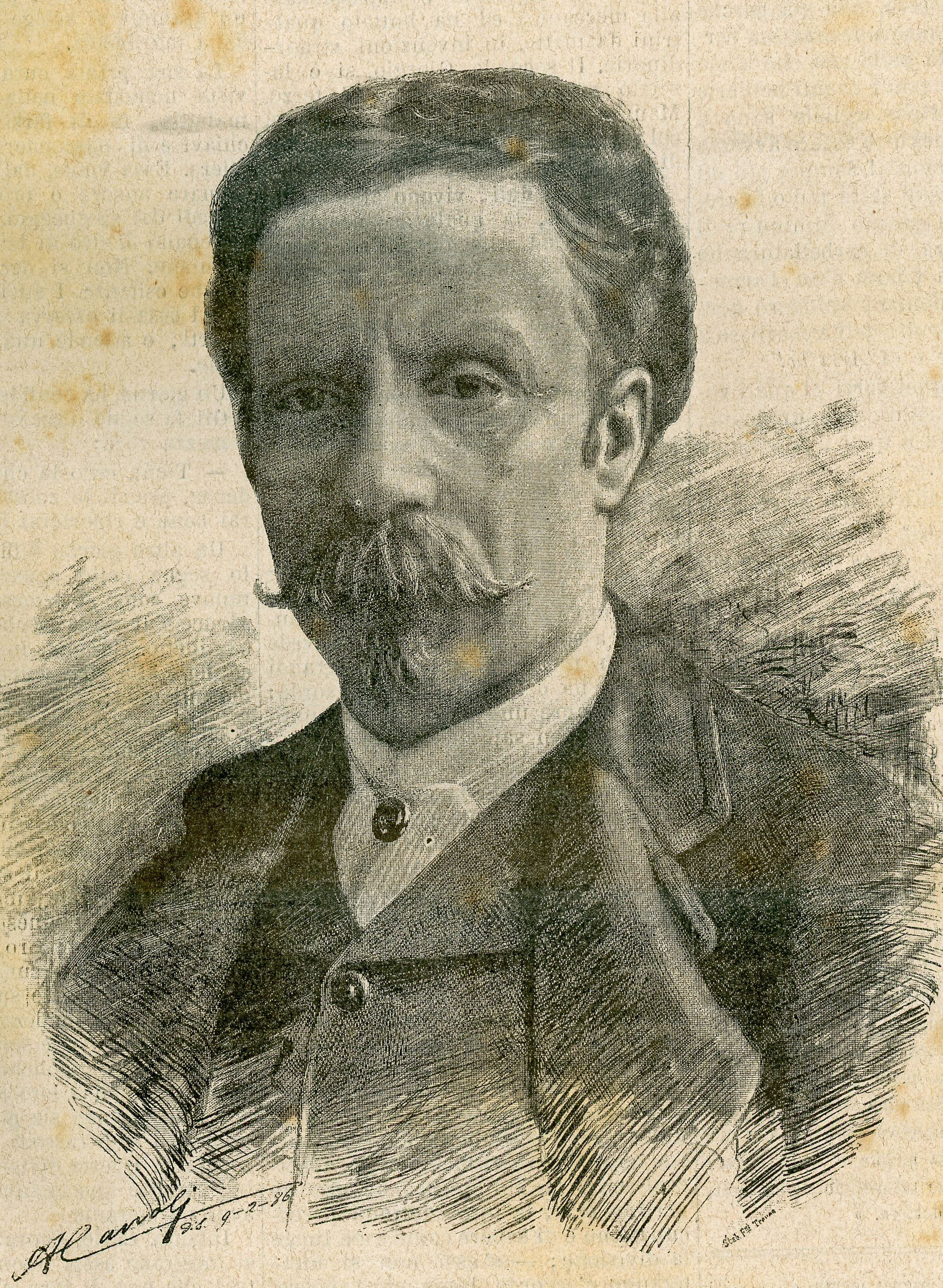
Ritratto di Luigi Manzotti del 1886

Debuttò da giovane come mimo nell'Incoronazione di Corinna in Roma di Pasquale Borri.
In età matura divenne famoso in Italia e in Europa come coreografo al punto da legare il suo nome ad un periodo della storia del balletto.
Fece prevalere la dimensione spettacolare e il gusto barocco nei suoi spettacoli, sulla falsariga di Giuseppe Rota. La sua opera più celebre è il gran ballo Excelsior, andato in scena al Teatro alla Scala di Milano l'11 gennaio 1881 con la musica di Romualdo Marenco e scene e costumi di Alfredo Edel.

## Opere
- Pietro Micca, 1871
- Galileo Galilei, 1873
- Sieba, 1878
- Ballo Excelsior, 1881
- Amor, 1886
- Sport, 1897